# Мовчан Борис Олексійович
Бори́с Олексі́йович Мовчан (9 січня 1928 — 15 листопада 2019) — український вчений в царині фізичного металознавства й металургії, академік НАН України. Автор праць по взаємозв'язку між кристалічною структурою і механічними властивостями металів (сплавів), електропроменевої технології.

## Життєпис
Народився 9 січня 1928 року в селі Макіївка на Чернігівщині в сім’ї агронома. У 1935-1937  родина проживала у Чернігові, а в 1937 році переїхала до села Новий Биків (нині Бобровицького району). Перед війною Борис встиг закінчити 6 класів школи, а в 1944 році, після визволення Чернігівщини, закінчив семирічку. 
1946 закінчив 2 курси Київського суднобудівного технікуму, в 1951 — фізичний факультет Київського державного університету імені Шевченка за спеціальністю «металофізика». 1954 року захистив кандидатську, в 1961 — докторську дисертації.
Починав трудовий шлях науковим співробітником, в 1960-94 роках — завідувач відділу електронно-променевих технологій.
1964 року його обрано членом-кореспондентом, а 1978-го – академіком НАН України.
1994 — засновник і перший директор Міжнародного центру електронно-променевих технологій Інституту електрозварювання ім. Є. О. Патона.
Від 2003 року — головний науковий співробітник відділу парофазних технологій неорганічних матеріалів та науковий співробітник-консультант міжнародного центру електронно-променевих технологій.

## Доробок
В доробку понад 360 наукових праць, 7 монографій, більше 100 патентів; підготував 56 кандидатів і 6 докторів наук.
Технологія електронно-променевого випару (атомізації) і наступного фізичного осадження парової фази у вакуумі (EB-PVD) для одержання матеріалів і покриттів із заданими структурою і властивостями почала розроблятися в ІЕЗ ім. Є. О. Патона під керівництвом акад. НАН України Б. О. Мовчана на початку 1960-х років ХХ ст. Створені в період 1975–1991 рр. електронно-променеві технології й устаткування для нанесення захисних покриттів на лопатки газових турбін були впроваджені на багатьох підприємствах міністерств авіаційної, суднобудівної і газової промисловостей СРСР.
Деякі з праць:
- «Електронно-променева технологія випаровування та осадження з парової фази неорганічних материалів з аморфною, нано- та мікроструктурою», 2004,
- «Нанотехнології, наномедицина: перспективи наукових досліджень та впровадження їх результатів у медичну практику» — разом з Л. Г. Розенфельдом, В. Ф. Москаленком, І. С. Чекманом,
- «Нанонаука і нанотехнології: технічний, медичний та соціальний аспекти» — у співавторстві з Б. Патоном, В. Москаленком, І. Чекманом, «Вісник НАН України», 2009.

## Відзнаки
- Лауреат Державної премії УРСР 1974 року.
- Лауреат Ленінської премії — 1984.
- Заслужений діяч науки і техніки України — 2004.
- Нагороджений орденами Трудового Червоного прапора (1976, 1981), орденом Леніна (1988), орденом «За заслуги» ІІІ ступеня.